# رویاشناسی
رویاشناسی (انگلیسی: Oneirology) یکی از زیرشاخه‌های علم روان‌شناسی است که به مطالعه علمی رؤیاها می‌پردازد. این مطالعه بر ارتباط فعالیت مغز و رؤیا متمرکز است و تأثیر رؤیا بر تشکیل حافظه یا بروز اختلالات روانی را نیز پوشش می‌دهد. باید توجه داشت که رویاشناسی و تعبیر خواب دو مکتب متفاوت هستند. در رویاشناسی در عوض تجزیه و تحلیل و نسبت معانی به یک رؤیا، تغییر کمیت‌های قابل سنجشی که در حین دیدن رؤیا در دستگاه عصبی عارض می‌شود، مورد مطالعه قرار می‌گیرد.